# Engin Çeber
Engin Çeber (* 5. Mai 1979; † 8. Oktober 2008 in Istanbul) war ein türkischer Linksaktivist, der im Gefängnis an den Folgen von Folter und Misshandlung starb. 
Die Familie Çebers stammt aus Bingöl und zog im Jahr 1965 nach Istanbul. Engin  Çeber hatte drei Geschwister und besuchte die Schule bis zur Mittelschule. Später arbeitete er im Textilgewerbe und war anschließend arbeitslos. Çeber war Vorsitzender des Temel Haklar ve Özgürlükler Derneği („Verein für Grundrechte und -freiheiten“). Im Jahr  2004 wurde er das erste Mal für drei Monate inhaftiert. Am 7. Dezember 2006 kam er erneut in Haft, wurde jedoch am 2. September 2007 freigesprochen.
Engin Çeber wurde am 28. September beim Verkauf der Zeitschrift Yürüyüş aus dem Umfeld der DHKP/C einer Personenkontrolle unterzogen und anschließend mit mehreren anderen wegen angeblichen Widerstandes gegen die Staatsgewalt festgenommen. Die erste Nacht verbrachte er in der Polizeiwache İstinye und wurde ärztlich untersucht. Am nächsten Tag wurde er im Staatlichen Krankenhaus  İstinye und auf Drängen der Anwälte  im Etfal-Krankenhaus in  Şişli vorgestellt.  Çeber klagte über Kopfschmerzen. Bei den dokumentierten ärztlichen Untersuchungen wurden Schwellungen an Stirn und Schläfen festgestellt. Der Untersuchungsrichter erließ Haftbefehl und Çeber wurde in der Haftanstalt Metris Cezaevi in Istanbul untergebracht. Dort wurde er beim Aufnahmeprozedere misshandelt und am nächsten Morgen und Abend, weil er nicht zum Appell erscheinen konnte, weitere Male misshandelt. Die chronologische Abfolge wurde mit Überwachungskameras aufgezeichnet, die später vom Gericht ausgewertet wurden. Ein Gespräch mit den Anwälten führte  Çeber noch am 6. Oktober und berichtete über seinen schlechten Gesundheitszustand. Am 7. Oktober verschlechtert sich sein Zustand rapide und Çeber wurde in das Krankenrevier verbracht und anschließend ins Krankenhaus. Am 8. Oktober starb Çeber an den Folgen einer Gehirnblutung.
Ein Istanbuler Gericht verurteilte die drei Täter zu lebenslangen Haftstrafen. Harte Strafen gegen Staatsdiener sind in der Türkei selten.
Der Staat zahlte 36.270 TL an die Familie als Entschädigung für den Tod  Çebers. Amnesty International bezeichnete den Fall als landmark verdict, da auch die Gefängnisleitung wegen Folters verurteilt worden sei. Der damalige türkische Justizminister Mehmet Ali Şahin entschuldigte sich bei der Familie für den Foltertod und entließ 19 Bedienstete der Haftanstalt.